# ایلک-پنکوفکا
ایلک-پنکوفکا (انگلیسی: Ilek-Penkovka) یک شهرک در بخش کراسنویاروژسکی استان بلگورود کشور روسیه است.